# Nest Wifi
Nest Wifi舊稱Google Wifi，是由Google开发的具有网状网络组网功能的无线路由器。它于2016年10月4日问世，并于2016年12月5日在美国发布。随后开始向国际推广，英国于2017年4月6日发布，加拿大于2017年4月28日发布，法国和德国于2017年6月26日发布， 澳大利亚于2017年7月20日发布，新加坡和香港于2017年8月发布。香港電訊為Google Wifi在香港的獨家經銷商。
Google Wifi旨在通过在家中设置多个Wifi设备来提供增强的Wi-Fi覆盖。根据Wifi信号强度设备自动在接入点之间切换。Wifi接入点可以单个或多个购买，外观类似小白色圆筒。参数方面，接入点支持2.4GHz和5GHz信道的802.11ac连接，拥有2x2天线，支持波束赋形。它有两个千兆以太网端口，包含一个四核处理器，512 MB 内存 和 4 GB 闪存。可以通过随附app控制Wi-Fi。
Google Wifi评价总体正面。在设计，安装设置和性能方面收到很大好评。批评主要来自于没有网页设置界面，以及无法向高级用户提供定制功能。
第二代Google Wifi更名為Nest Wifi，並於2019年10月15日發佈。同年11月4日，Nest Wifi在美國發售。2020年10月7日，新版Nest Wifi上架。

## 功能
Google Wifi可以以两种方式购买：单个单元或打包购买。 Wifi设备外形是一个小型白色圆筒。当多个设备组合使用时，网络将根据Wifi信号强度自动在接入点设备之间切换。设备支持802.11ac，具有2.4GHz和5GHz信道，2x2天线，支持波束成形。设备有两个千兆以太网端口，包含一个四核处理器，512MB RAM和4GB闪存。随附移动应用程序可以选择性地控制Wi-Fi访问。